# John Corabi
John Corabi (n. Filadelfia, Pensilvania; 26 de abril de 1959) es un cantante y guitarrista estadounidense, reconocido por su trabajo con las bandas The Scream, Mötley Crüe, Union, ESP, Ratt y The Dead Daisies.

## Carrera

### Inicios
John Corabi inició su carrera a mediados de la década de 1980 con Angora, banda formada por Corabi en la armónica y voz, Jimmy Marchiano en la guitarra, Frank Schmeca en el bajo y Robert Lezza en la batería. Con esta formación la banda grabó en 1986 un demo de 6 canciones, el cual es el único registro hasta ahora de la agrupación en estudio. Poco tiempo después la banda se disolvió y todos sus integrantes tomaron diferentes rumbos.

### The Scream
En 1989 Corabi formó Saint Or Sinners, (conocida más tarde como The Scream) junto con los antiguos miembros de la banda Racer X, Bruce Bouillet en la guitarra, Juan Alderete en el bajo y el baterista Scott Travis. Este último dejaría la formación para integrarse a Judas Priest, siendo reemplazado por el baterista Walt Woodward III.
La banda cambió su nombre a The Scream poco después de que Walt Woodward III reemplazara a Scott Travis. Travis coescribió la canción "I Don't Care"  para el primer álbum de la agrupación, a pesar de no tocar en la grabación del disco.
Let It Scream es el primer álbum de la banda, publicado en 1991 bajo el sello Hollywood Records y apoyado por los sencillos “I Believe In Me” y “Man In The Moon”.

### Mötley Crüe
Tras la salida de Vince Neil como vocalista de Mötley Crüe en 1991, la banda decidió buscar un nuevo vocalista. Por medio de una entrevista hecha a Nikki Sixx en la revista Spin, Corabi se dio cuenta de que Sixx admiraba el trabajo de The Scream, por lo que se contactó con él para agradecer el cumplido y para abrir la posibilidad de que Sixx trabajara en nuevo material para The Scream. Corabi habló con Doug Thaler, mánager de Mötley Crüe, para dejar su número de teléfono.
Nikki Sixx y Tommy Lee informaron después a Corabi que Vince Neil ya no era parte de la banda y lo invitaron a una audición. Después de unas sesiones, la banda decidió que Corabi sería el reemplazo de Neil, pero tuvieron que esperar para hacerlo oficial, ya que Elektra Records podría rechazar el contrato si sabían que Neil ya no era miembro de la agrupación.
Corabi dejó The Scream poco después de la grabación del primer álbum para formar parte de Mötley Crüe. La agrupación se reunió con Bob Rock, productor del disco Dr. Feelgood, su álbum comercialmente más exitoso. Con Corabi como vocalista los miembros podían aprovechar posibilidades que no existían con Neil. Sixx nunca había trabajado con otro compositor y Mars no había tocado con otro guitarrista. Además, la banda nunca había escrito canciones a través de sesiones improvisadas. Una de las primeras canciones que Corabi escribió con la banda fue "Hammered," al igual que el fragmento acústico de la canción "Misunderstood." Las sesiones de grabación rindieron fruto, con un total de 24 canciones escritas y grabadas en 10 meses.
Canciones como "Hooligan's Holiday", "Power to the Music" y "Droppin' Like Flies" son intentos de introspección y comentarios sobre el estado del mundo, haciendo referencia a eventos como los disturbios de Los Ángeles en 1992 y la batalla sobre la censura en la música. La canción "Uncle Jack" habla sobre el tío de Corabi, un pederasta convicto, y "Misunderstood" es una canción que habla sobre personas a quienes la vida ha ignorado. Algunas canciones también trataban los temas usuales, incluyendo "Smoke the Sky" sobre el uso de marihuana y "Poison Apples" sobre el decadente estilo de vida del rock and roll por el cual era reconocida la banda.

### Salida de Mötley Crüe
Mötley Crüe debutó en el #7 del Billboard y recibió la certificación de Oro el 3 de mayo de 1994. Sin embargo, habían pasado cinco años desde que Mötley Crüe había lanzado un álbum de estudio y mucho había cambiado en la escena musical. Durante esa época, el grunge y el rock alternativo dominaban y muchas de las bandas de hard rock y glam metal de los 80s tuvieron dificultades para lograr ventas en el nuevo mercado. Después de haber estado en los mejores 10, el álbum pronto descendió en las tablas y no logró vender tan bien como otros álbumes de Mötley Crüe.
Además de la reacción esperada de los fanes respecto a la partida de Neil, existen otros factores que explican las malas ventas del álbum, la banda ese mismo año lanza un EP Quaternary, el cual fue dado a disposición de los fanes que compraron el disco homónimo, este fue editado en una cantidad limitada de 20.000 ejemplares
Después del fracaso comercial del álbum Motley Crue y su tour, la banda fue presionada por Elektra records para que Mötley Crüe recuperara el éxito comercial que había tenido en los 80s.
Mötley Crüe volvió al estudio con la intención de grabar un álbum de puro Hard rock que fuera más agresivo que el álbum Mötley Crüe,y con Bob Rock produciendo, grabaron material como "The Year I Lived In a Day" y "La Dolce Vita."
Después de que Bob Rock fuera despedido la banda escogió a Scott Humphrey para tomar su lugar, mientras que Sixx y Lee aceptaron ser coproductores del álbum. El proceso de grabación se volvió muy desorganizado, ya que Humphrey y Sixx discutían mucho las ideas para el álbum y el papel de Mars fue reducido debido a un pleito entre él y Humphrey. Corabi también tuvo dificultades, al escribir material nuevo que era alterado por completo cuando él no estaba en el estudio.
A medida que continuaba la grabación del álbum, la banda seguía siendo presionada para reunirse con Neil, Corabi decidió que no podía trabajar con la presión que la banda y Humphrey ponían sobre él, Poco después la banda se reunió con su antiguo vocalista Vince Neil en 1996, terminando la grabación del álbum cuyo título fue cambiado a “Generation Swine” lanzado en 1997.
El 7 de julio de ese mismo año, Corabi interpuso una demanda por 4 millones de dólares contra la banda por supuesto incumplimiento de contrato, fraude y difamación. Corabi reclamaba que no se le habían acreditado sus contribuciones mientras era parte de la banda.
Corabi originalmente solo recibió crédito por dos canciones de Generation Swine: "Flush" y "Let Us Prey," pero él dijo ser responsable de por lo menos 80% del material en el álbum, con este proceso acabaría la buena relación dada anteriormente con los miembros de su antigua banda.

### Union
Después de la grabación del MTV Unplugged de Kiss, se dio la reunión de los miembros originales de este grupo, dejando en libertad al baterista Eric Singer y el guitarrista Bruce Kulick, este último une fuerzas con John Corabi para formar una banda, ya junto al bajista James Hunting (David Lee Roth y Eddie Money) y el baterista Brent Fitz (Slash) formaron Union, grabando en 1997 El disco homónimo, siendo lanzado al mercado en 1998, este contó con dos sencillos: "Old Man Wise" y "October Morning Wind". Para luego embarcarse en una gira de promoción por todo Estados Unidos, principalmente en pequeños establecimientos, la versión japonesa de este contiene canciones como “For You”  interpretada por Bruce Kulick y la versión de “Oh Darling” de The Beatles. 
En 1999 lanzaron su primer disco en vivo “Live in the Galaxy”, mezclado por Bruce Bouillet y Bruce Kulick. Dicha presentación fue grabada en The Galaxy Club este disco contiene versiones de Cheap Trick “Surrender” y You've Got To Hide Your Love Away de The Beatles así como una versión acústica de su sencillo "October Morning Wind”.
El nuevo milenio trajo consigo otro disco en estudio de Union, titulado The Blue Room, producido por Bob Marlette. A partir de entonces, la banda pasó largos periodos de inactividad, mezclados con presentaciones esporádicas y proyectos musicales diversos.
A finales de 2000, uno por uno los miembros de la banda comenzaron a involucrarse en otros proyectos musicales individuales: Fitz salió de gira y grabó con el guitarrista de Gilby Clarke , Bruce Kulick se unió a Grand Funk Railroad como guitarrista, y Corabi se unió a la banda Ratt como segundo guitarrista sustituyendo a Robbin Crosby fallecido en el 2002.
En 2001, tanto James Hunting y el baterista Brent Fitz se unieron al vocalista original de Mötley Crüe, Vince Neil como miembros de su banda solista.
En 2005, el grupo toco por primera vez después de tres años, dos shows en vivo en Japón. Fitz no pudo asistir (debido a la gira en la que participaba con la banda Theory Of A Deadman), por lo que el excompañero de banda y amigo de Kulick, Eric Singer sería el reemplazo de Fitz. 
También en 2005, Kulick supervisó el lanzamiento del primer DVD de Union Do Your Own Thing Live, que contiene dos shows en vivo de larga duración, además de material extra. En noviembre y en diciembre de 2005, Unión salió de gira por Europa para promover el DVD; Kulick y Corabi fueron acompañados por Chuck Garric en el bajo y Fred Coury en batería, reemplazando a James Hunting y Brent Fitz.

### Eric Singer Project (ESP)
La banda está conformada por el baterista Eric Singer (Lita Ford, Black Sabbath, Badlands, Alice Cooper, Kiss), el guitarrista principal Bruce Kulick (Kiss, Grand Funk Railroad) , el guitarrista rítmico y vocalista John Corabi (Mötley Crüe, Ratt, The Scream) y Karl Cochran en guitarra y bajo, con esta formación el grupo graba su primer álbum en 1998 titulado Lost And Spaced, el cual contiene versiones de temas de bandas como Deep Purple, Nazareth, Jimi Hendrix, Kiss, etc, los temas fueron interpretados por Corabi, Singer y Cochran.
Karl Cochran dejaría la banda siendo su reemplazo Chuck Garric asumiendo el puesto en el bajo, en 2007 graban el disco en vivo “Live en Japan”, ese mismo año lanzan el DVD “Live At The Marquee”.

### Otros proyectos
En 2001 entró en Brides of Destruction con Tracii Guns y Nikki Sixx. Luego en junio del 2008 fue despedido de Ratt sustituyéndolo Carlos Cavazo exguitarrista de Quiet Riot.
En 2002 forma Twenty 4 Seven junto Stevo Bruno (bajo), Jimmy D'Anda (batería) y el mismo en guitarra y voces. Más tarde formaría Zen Lunatic con la misma alineación.
En el 2007 participa en el proyecto Liberty n' Justice con el tema "Doubting Thomas" para el álbum Independence Day.
Desde 2015 y hasta la fecha, es el vocalista del supergrupo The Dead Daisies, banda creada por David Lowy y que entre sus filas ha contado con exintegrantes de grandes bandas como Guns n' Roses, The Scream, Journey, Thin Lizzy y Whitesnake entre otros.

## Discografía

### The Scream
- Let It Scream (1991)

### Mötley Crüe
- Mötley Crüe (1994)
- Quaternary EP (1994)

### Union
- Union (1998)
- The Blue Room (1999)
- Live in the Galaxy (1999)

### ESP
- Lost and Spaced (1998)
- ESP (1999)
- Live in Japan (2007)

### Twenty 4 Seven
- Destination Everywhere (2002)

### Brides of Destruction
- Here Comes the Brides (2004)

### Voodooland
- Give Me Air (2004)

### John Corabi
- John Corabi Unplugged (2012)
- Live 94 (One Night in Nashville) (2018)

### The Dead Daisies
- Revolución (2015)
- Make Some Noise (2016)